# 宮本幸裕
宮本 幸裕（みやもと ゆきひろ、1977年11月21日 - ）は、福岡県出身の日本のアニメーション演出家。PNは「おとこ祭り」。

## 経歴
- 福岡大学理学部化学科を経て、代々木アニメーション学院福岡校を卒業し、ベガエンタテイメントに演出助手進行として入社。2006年にベガエンタテイメントを退社しフリーランスとなり、大沼心の誘いから『ネギま!?』に参加。以降はシャフトを中心に活動している。
- 2008年に『俗・さよなら絶望先生』でチーフ演出に就任し、その後はメインスタッフとして作品に参加する事が多くなる。

## 人物
- 『俗・さよなら絶望先生』放映開始から終了頃まで自宅がない生活状態で、その間はシャフトの会社倉庫で寝泊りしていた[1]。しかし自宅を確保した後も「寂しいから」という理由でなかなか帰れずにいる[2]。
- 『さよなら絶望先生』、『まりあ†ほりっく』、『化物語』、『荒川アンダー ザ ブリッジ』、『魔法少女まどか☆マギカ』など多くの新房昭之監督・シャフト制作作品で第1話の演出を担当している。新房は宮本の演出を「クール」と評し「僕以上に“間”を切る」と語っている。[3]
- 新房いわく、大食いキャラであり、『荒川アンダー ザ ブリッジ』の制作時には、アフレコ前にチャーハン、アフレコ後とダビングの前に弁当、アフレコの合間には差し入れのお菓子を食べていたという。[4]
- 『絶望先生シリーズ』での毒のある張り紙やサブタイトルでの文字は、ほぼ宮本の手による物である。

## 参加作品

### テレビアニメ
2002年
- ふぉうちゅんドッグす - 演出助手、-2003年
- わがまま☆フェアリー ミルモでポン! - 77話演出、-2003年

2003年
- SUBMARINE SUPER 99 - 演出助手
- F-ZERO ファルコン伝説 - 18.27話絵コンテ・演出　6.14.35.43.50話演出、-2004年

2004年
- 天上天下 - 5話演出
- MONSTER - 40.54話絵コンテ・演出　16.22.28.34.48.60.68話演出、-2005年

2005年-
- ドラえもん - 29話絵コンテ・演出　4.9.21.34話演出

2006年
- 牙 -KIBA- - 3話絵コンテ・演出　6話演出、-2007年
- ネギま!? - 2.7.10.17.21.23話演出（23話はタムラコータローと共同）、-2007年

2007年
- ナイトウィザード The ANIMATION - 4話演出
- さよなら絶望先生 - オープニングディレクター(10.11話、龍輪直征と共同)　ED協力　1.10話演出(10話は板村智幸と共同)

2008年
- 俗・さよなら絶望先生 - チーフ演出　オープニングディレクター(龍輪直征と共同)　ED1.2.3演出　1話.13話C絵コンテ・演出(1話絵コンテは龍輪直征と共同)　11話A演出
- ひだまりスケッチ×365 - 3話演出協力

2009年
- まりあ†ほりっく - シリーズディレクター　1.8.12話演出
- 化物語 - 1話演出（尾石達也と共同）
- 懺・さよなら絶望先生 - チーフ演出　OP演出　1話.2話C.3話C.4話C.5話C.6話BC.9話C.10話C.12話D.13話BCD演出(12話Dは鎌田祐輔と共同)

2010年
- ひだまりスケッチ×☆☆☆ - オープニングディレクター　1.2話演出(2話演出はBD/DVD版のみ)
- 荒川アンダー ザ ブリッジ - シリーズディレクター 1BRIDGE演出
- 荒川アンダー ザ ブリッジ×ブリッジ - シリーズディレクター　1BRIDGE×2演出

2011年
- 魔法少女まどか☆マギカ - シリーズディレクター　1.12話演出
- 電波女と青春男 - シリーズディレクター　OP演出協力　12話演出
- ひだまりスケッチ×SP - OP・ED演出　後編演出

2012年
- 偽物語 - エンディングアニメーション（ウエダハジメ・会津孝幸と共同、1話～3話まで）　エンディングアニメーション演出協力（4話～）　3話演出（石川俊介と共同）
- ひだまりスケッチ×ハニカム - 9話演出
- 猫物語（黒） - エンディングアニメーション（ウエダハジメ・会津孝幸と共同）

2013年
- 〈物語〉シリーズ セカンドシーズン - エンディングアニメーション（ウエダハジメ・会津孝幸と共同）※6話.11話.16話を除く　24話演出

2014年
- ニセコイ - ED1.2.3.4演出　7話演出
- メカクシティアクターズ - 2話演出 12話演出協力
- 花物語 - 2話演出
- 憑物語 - 演出（岡田堅二朗・大橋一輝・板村智幸と共同）

2015年
- 幸腹グラフィティ - 1.9話演出
- ニセコイ： - チーフ演出　1話演出

2016年
- 3月のライオン - 10話演出

2018年
- Fate/EXTRA Last Encore - シリーズディレクター 1話絵コンテ 1話演出

2020年
- マギアレコード 魔法少女まどか☆マギカ外伝 1st SEASON - 副監督、ディレクター（1話・11 - 13話）、絵コンテ（5話・13話）、演出（1話・6話・13話）
- アサルトリリィ Bouquet - 演出（8話）

2021年
- マギアレコード 魔法少女まどか☆マギカ外伝 2nd SEASON -覚醒前夜- - 監督

2022年
- RWBY 氷雪帝国 - 演出（6話・11話）
- 連盟空軍航空魔法音楽隊ルミナスウィッチーズ - 演出（8話）

2023年
- 五等分の花嫁∽ - 監督

2024年
- マッシュル-MASHLE- 神覚者候補選抜試験編 - 演出（14話）
- 〈物語〉シリーズ オフ&モンスターシーズン - 演出（1話・3 - 4話）

2025年
- 忍者と殺し屋のふたりぐらし - 監督

### OVA
- 2008年 『さよなら絶望先生 序〜絶望少女撰集〜』 - 「さよなら絶望先生」演出
- 2008年 『さよなら絶望先生 序〜俗・絶望少女撰集〜』 - チーフ演出　「帰ってきた絶望先生」「アンテナ立ちぬ いざ生きめやも」「仮名の告白」「なんたる迷惑であることか!」「ベタ・セクシャリス」「シミと毒出し」演出
- 2008-2009年 『魔法先生ネギま! 〜白き翼 ALA ALBA〜』 - 2話監督[7]
- 2008-2009年 『獄・さよなら絶望先生』 - チーフ演出　註巻C絵コンテ・演出　上巻・下巻AC演出
- 2009-2010年 『懺・さよなら絶望先生 番外地』 - チーフ演出　下巻C絵コンテ・演出　上巻C演出
- 2015年 『PRISM NANA THE ANIMATION VOL.1 夢を叶えたい…!?　希望のアドバンス[前編]』 - 監督

### 劇場アニメ
- 2012年 『劇場版 魔法少女まどか☆マギカ [前編] 始まりの物語』 - 監督
- 2012年 『劇場版 魔法少女まどか☆マギカ [後編] 永遠の物語』 - 監督
- 2013年 『劇場版 魔法少女まどか☆マギカ [新編] 叛逆の物語』 - 監督
- 2016年 『傷物語〈II 熱血篇〉』 - 演出
- 2017年 『傷物語〈III 冷血篇〉』 - 演出
- 2017年 『打ち上げ花火、下から見るか? 横から見るか?』 - 演出
- 2026年 『劇場版 魔法少女まどか☆マギカ〈ワルプルギスの廻天〉』 - 監督[8]

### その他
- 2012年 『新・光神話 パルテナの鏡[9]』 - 演出
- 2012年-2013年 『まじかるすいーと プリズム・ナナ』 - パイロット版PV03.07ディレクター[10]
- 2014年-2015年 西尾維新『掟上今日子の備忘録』　〈物語〉シリーズコラボCM - 演出
- 2015年 『魔法少女まどか☆マギカ』新作コンセプトムービー[11] - 演出
- 2016年 久米田康治『かくしごと』1巻アニメPV - 演出
- 2016年 『Fate/EXTELLA』 - OP演出